# Виктория (узел)

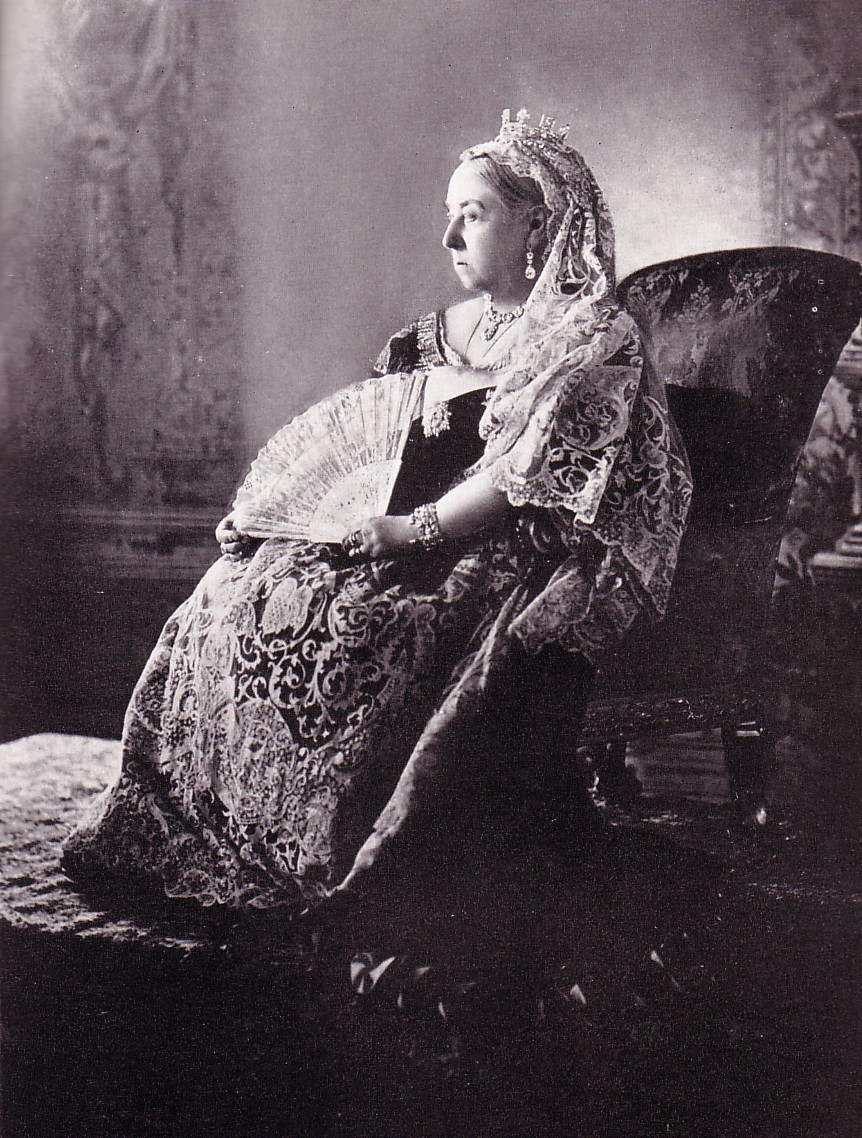
Британская королева Виктория, в честь которой назван галстучный узел

Викто́рия (от англ. Victoria Knot) — асимметричный галстучный узел. Подходит для стандартного воротника. Предпочтительнее использовать для галстуков из мягкого, тонкого шёлка. Самораспускающийся (если узкий конец галстука вынуть из узла, узел развяжется), завязывают с лицевой стороны галстука.
Узлы «Виктория» и «Принц Альберт» были придуманы лондонскими модниками и названы в честь британской королевской четы. Однако нет исторических свидетельств, что узлы вошли в моду в эпоху царствования королевы Виктории и её супруга принца Альберта. Скорее всего, узлы были названы в честь королевской четы в силу своей схожести.
Отличия между узлами «Виктория» и «Принц Альберт» — в завершающем вдевании широкого конца галстука внутрь узла. В узле «Виктория» широкий конец вдевают под последний третий оборот, а в узле «Принц Альберт» — под предыдущий второй оборот. В результате узел «Виктория» — самораспускающийся, а узел «Принц Альберт» сохраняет свою форму, даже если узкий конец вынуть из узла.
Если после завязывания узла «Четвёрка» галстук получается слишком длинным или узел — узким, то делают дополнительный третий оборот, и таким образом завязывают узел «Виктория» или «Принц Альберт».
Отличия узлов, построенных схожим образом, — в количестве оборотов, «Простой» — 1 оборот, «Четвёрка» — 2, «Принц Альберт» и «Виктория» — 3.

## Способ завязывания

1. Положить широкий конец поверх узкого слева направо. При этом узкий конец должен быть намного короче широкого.
2. Пропустить широкий конец под узким влево (первый оборот).
3. Перекинуть широкий конец над узким вправо (второй оборот).
4. Перекинуть широкий конец над узким вправо (третий оборот).
5. Пропустить широкий конец через шейную петлю (полуузел). Пропустить широкий конец внутрь третьего оборота поверх предыдущих двух.
6. Аккуратно затянуть узел до нужной величины, расправить его и подтянуть вверх.

## Признаки
Плюсы
- Узел — прост
- Подходит для завязывания узла тонким материалом

Минусы
- Асимметричен